# Sân vận động Trung Chính
Sân vận động Trung Chính (tiếng Trung: 中正運動場; bính âm: Zhōngzhèng Yùndòngchǎng), mở cửa vào năm 1986, là sân vận động đa năng ở Linh Nhã, Cao Hùng, Đài Loan. Nó thường được sử dụng tổ chức nhiều sự kiện điền kinh.
Vào ngày 20 tháng 10 năm 1996, Michael Jackson đã tổ chức HIStory World Tour với 35.000 người hâm mộ.

## Vận chuyển
Có thể đi đến sân vận động từ phía Nam Ga Martial Arts Stadium của Hệ thống giao thông nhanh Cao Hùng.